# أفيساغ سمبرغ
أفيساغ سمبرغ (مواليد 16 سبتمبر 2001) هي لاعبة تايكوندو إسرائيلية. فازت بالميدالية البرونزية في الألعاب الأولمبية الصيفية 2020 في وزن 49ك.